# 日本ティーボール協会
特定非営利活動法人日本ティーボール協会（にほんティーボールきょうかい、JAPAN TEEBALL ASSOCIATION、JTA）は、東京都東村山市に本部を置く、特定非営利活動法人。

## 概要
国際ティーボール連盟に加盟し日本のティーボールを普及・推進することを目的とした特定非営利活動法人である。日本レクリエーション協会と共同で全国スポーツ・レクリエーション祭にも積極的に参加している。

## 沿革
- 1993年11月22日 - 設立

## イベント・大会
- 日本ティーボールセミナー（JTA中級公認指導者認定講習会）
- 全国小学生ティーボール選手権大会

## 出版
- ティーボール入門
- 公認ティーボール規則
- ティーボールのすすめ

## 加盟団体
- 都道府県連盟